# Pseudopecoeloides carangis
Pseudopecoeloides carangis är en plattmaskart. Pseudopecoeloides carangis ingår i släktet Pseudopecoeloides och familjen Opecoelidae. Inga underarter finns listade i Catalogue of Life.